# Unity Arena
Die Unity Arena (auch als Fornebu Arena bekannt) ist eine Mehrzweckhalle, die von 2008 bis 2009 auf dem Gelände des ehemaligen Osloer Flughafens Fornebu in der norwegischen Gemeinde Bærum errichtet wurde. 

## Geschichte
Die Unity Arena war von 2009 bis 2011 die temporäre Heimspielstätte des Fußballvereins Stabæk Fotball, während das Nadderud-Stadion renoviert wurde. Für den Fußball wurde ein Kunstrasenspielfeld verlegt. Heute besteht der Boden im Innenraum aus Asphalt. Die Arena trug von Juni 2008 bis Mai 2024 den Namen der Telefongesellschaft Telenor. Im Mai 2024 wurde sie in Unity Arena umbenannt.
Die Halle hat zu Fußballspielen eine Kapazität von ca. 15.000 Zuschauern, bei Konzerten bis zu 25.000. Sie war der Veranstaltungsort des Eurovision Song Contest 2010. In den Jahren 2017, 2018, 2019 und 2022 war die Telenor Arena Austragungsort des Melodi Grand Prix Junior, der Jugendausgabe (acht bis 15 Jahre) des Melodi Grand Prix.
2020 sollte das Endspiel der Handball-Europameisterschaft der Frauen hier ausgetragen werden, was dann jedoch aufgrund der COVID19-Pandemie und des Rückzugs Norwegens aus der Ausrichtung der EM fallen gelassen wurde.
2020 wurden Pläne bekannt, die Arena in eine kleinere Multifunktionsarena mit dem Fokus auf Handball umzubauen und den Rest der Innenfläche als Sport- und Trainingshalle für diverse Sportarten und Vereine zu nutzen. Man hofft dadurch, mehr Veranstaltungen und Besucher in die Halle zu bekommen und sie so wirtschaftlicher betreiben zu können.
Die Arena ist ein Austragungsort der Handball-Weltmeisterschaft der Männer 2025 in Kroatien, Dänemark und Norwegen. 2026 ist sie einer von vier Spielorten der Handball-Europameisterschaft der Männer.